# NGC 251
NGC 251 (другие обозначения — UGC 490, MCG 3-3-3, ZWG 458.5, KCPG 15B, PGC 2806) — спиральная галактика (Sc) в созвездии Рыбы.
Этот объект входит в число перечисленных в оригинальной редакции «Нового общего каталога».
На снимке, сделанном 24 сентября 1916 года, в 0,3′ от центра галактики обнаружена звезда с блеском 14,3m, предположительно сверхновая, т.к. на более ранних и поздних пластинках её нет. В каталогах сверхновых она несёт обозначение SN1916A.